# 쿠커비투릴
1. 쿠커비투릴(Cucurbituril-CB) 동족체와 성질
```
       쿠커비투릴은 글라이코우릴 (Gylcoluril) 
단량체
로 이루어진 고리형 분자이다. 쿠커비투릴[6]은  6개, 쿠커비투릴[7]은 7개, 쿠커비투릴 [8]은 8개의 의 글라이코우릴 분자로 이루어진다. 쿠커비투릴은 
소수성
 바깥은 친수성인 성질을 가지고 있다.
```

쿠커비투릴 동족체는 기본적인 쿠커비투릴의 특징을 가지고 있으면서, 각각 고유의 성질을 가지고 있다. 3개의 쿠커비투릴은 내부 구멍의 크기가 서로 다르다. 이러한 성질 덕에 쿠커비투릴[6]의 경우에는 분자가 1개 들어가지만 쿠커비투릴[8]에는 2개 정도가 들어가는 성질의 차이를 만들어낸다.
2. 쿠커비투릴[6]와 슈도로텍산
	쿠커비투릴[6]는 양쪽에 아민기가 달려있는 alkane 화합물의 아민사이 탄소 사슬에 들어가 슈도로텍산(pseudo-rotaxane)을 형성한다. diamino alkane 은 줄기분자의 역할을 하고 쿠커비투릴[6]는 그 줄기분자에 끼워지는 구슬의 역할을 한다. 이 때 줄기분자인 diamo alkane 의 아민과 아민사이의 탄소의 개수에 따라 쿠커비투릴[6]의 줄기분자에 대한 결합력이 달라진다. 그림 3과 같이탄소의 개수 n 이 4일때, 쿠커비투릴[6] 의 결합이 가장 잘 이루어진다.
3. 쿠커비투릴[8]과 전하 이동 착물 (Charge Transfer Complex)
전하이동 착물(Charge Transfer Complex)의 형성은 이미 잘 알려져 있는 쿠커비투릴[8]의 특징 중 하나이다.[2] 대표적인 예로는 메틸바이올로젠(Methyl Viologen)과 다이하이드록시 나프탈렌(2,6-hydroxynaphthalene)이 있으며, 쿠커비투릴[8]에 들어가면, 전자가 상대적으로 많은 다이하이드록시나프탈렌에서 전자가 상대적으로 적은 메틸 바이올로젠으로 전자가 이동하면서 가시적인 영역에서 색이 변한다.